# Svartkronad sabeltimalia
Svartnäbbad sabeltimalia (Pomatorhinus ferruginosus) är en asiatisk tätting i familjen timalior.

## Utseende
Svartkronad sabeltimalia är en 22 centimeter lång fågel med för släktet karakteristiskt böjd näbb, brun ovansida, svart ögonmask och långt, vitt ögonbrynsstreck. Hos denna art är näbben röd och kraftig och undersidan rostbeige. Övre delen av strupen är vit, övergående i ett mustaschstreck. Den skikjer sig från närbesläktade brunkronad sabeltimalia genom svart istället för brun eller gråbrun hjässa, mer rostfärgad undersida och rostfärgade spetsiga fjädrar ovan tygeln.

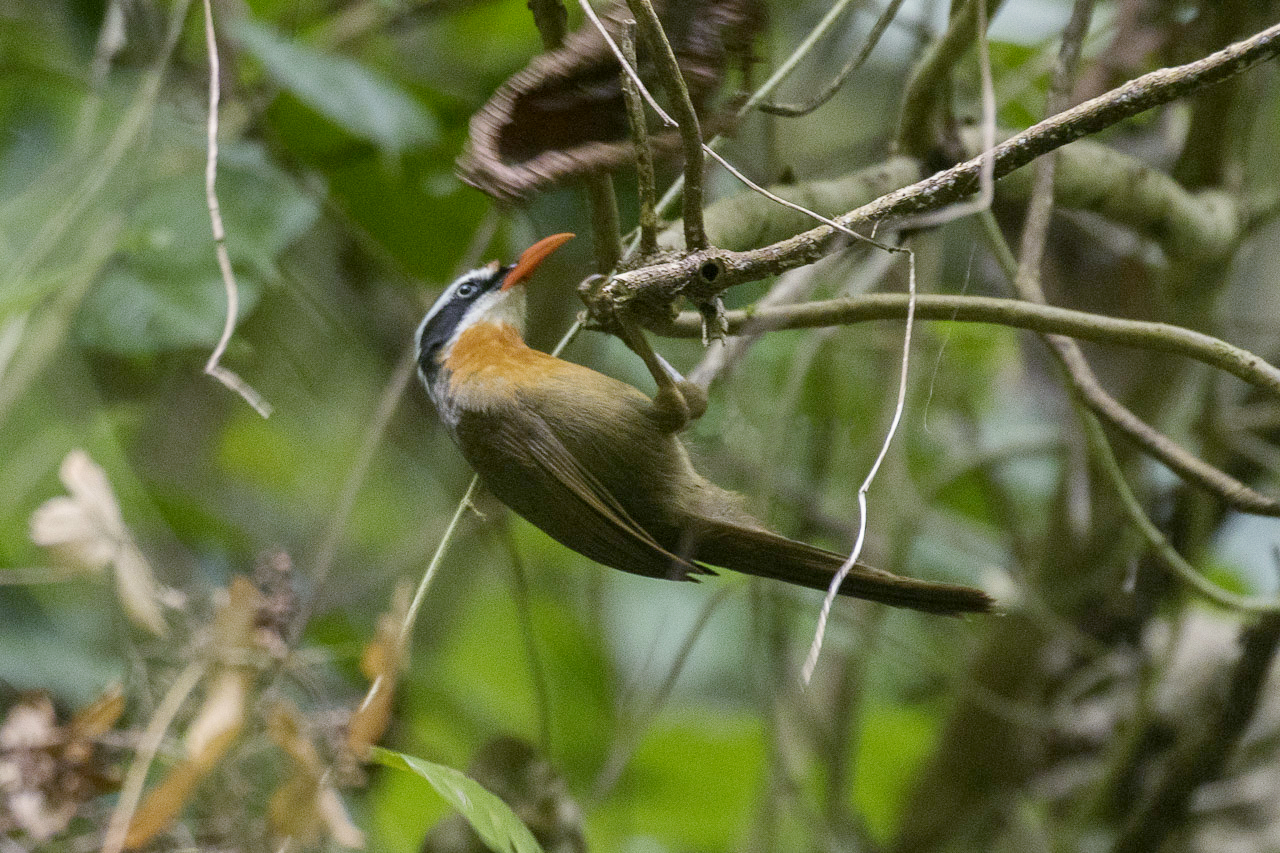

## Utbredning och systematik
Svartkronad sabeltimalia förekommer i Himalaya, från östra Nepal till östra Assam, norr om Brahmaputra. Den behandlas som monotypisk, det vill säga att den inte delas in i några underarter. Tidigare inkluderades brunkronad sabeltimalia (P. phayrei) i arten, men urskildes 2016 som egen art av BirdLife International, 2022 av tongivande eBird/Clements och 2023 av International Ornithological Congress.

## Levnadssätt
Svartkronad sabeltimalia förekommer i städsegrön skog, bambu och ungskog på mellan 400 och 2400 meters höjd. Den lever en mycket tillbakadragen tillvaro på och är svår att få syn på där den födosöker i par eller smågrupper på marken efter insekter och larver, troligen även vegetabiliskt material (har observerats skala av och äta strimmor av bambu). Fågeln häckar mellan april och juni . Arten är en stannfågel.

## Status och hot
IUCN kategoriserar arten som livskraftig. Den minskar dock i antal till följd av habitatförstörelse och fragmentering.